# Патрік Траутон
Патрік Джордж Траутон (англ. Patrick George Troughton) (вимовляється як ['traʊtən]) (25 березня 1920 — 28 березня 1987) був англійським актором, найбільше відомим завдяки ролі Другого Доктора у серіалі Доктор Хто

## Біографія

### Ранні роки
Патрік Траутон народився 25 березня 1920 року у Лондоні в сім'ї Алека Траутона та Дороті Оффорд. Він відвідував середню школу у Мілл-Хілл, а потім вчився у посольській школі акторства. Після її завершення він отримав роботу в театрі на Лонг-Айленді. Коли почалася Друга світова війна, Траутон повертався до Британії на бельгійському кораблі. Але корабель натрапив на міну, і актор врятувався у шлюбці. 1940 року він вступив до ВМФ Великої Британії, дослужився до чину Капітана і керував гарматним кораблем у Північному морі.

### Особисте життя
Патрік Траутон був одружений тричі. Він мав двох доньок, чотирьох синів, а також пасербицю та пасинка. Двоє з його синів стали акторами. Акторами також стали і двоє його онуків — Сем Траутон зіграв у фільмі Чужий проти Хижака і в серіалі Робін Гуд, а Гаррі Меллінг уславився роллю Дадлі Дурслі у фільмах про Гаррі Поттера.

### Смерть
27 Березня 1987 року Траутона було запрошено на науково-фантастичне шоу у Колумбусі. Його лікар забороняв йому летіти туди, адже актор страждав на серцеву недостатність. Але Траутон сказав, що чудово почувається, і прийняв запрошення. Фатальний серцевий напад стався одразу після сніданку 28 березня, о 7:25.

## Кар'єра

### Початок
Після війни Траутон повернувся до театру, а 1947 року дебютував на телебаченні. Перша роль у кіно припала на 1948 рік — він зіграв у фільмах Гамлет і Острів скарбів. Потім, аж 1953 року, йому дісталася роль Робіна Гуда в однойменному фільмі. Іншими його ролями, вартими уваги, є ролі у фільмах «Апостол Павло» (1960) і «Ясон та Аргонавти» (1963).

### Доктор Хто
1966 року продюсер популярного серіалу Доктор Хто вирішив замінити виконавця головної ролі Вільяма Гартнелла. Подальша успішність серіалу залежала від того, чи сприймуть глядачі нового актора, адже усі вважали, що Гартнелл є єдиним «справжнім» Доктором. Пізніше продюсер заявив, що Гартнелл схвалив його рішення, сказавши, що «в Англії є лише одна людина, здатна зіграти Доктора, і це — Патрік Траутон». Траутона було обрано перш за все через різноманітність виконуваних ним ролей. Доктор Траутона був доброзичливішим, аніж Доктор Гартнелла, хоча спочатку Патрік хотів зробити зі свого героя «жорсткого капітана» у піратському одязі. Прикро, але велику кількість серій, в яких знімався Траутон, було втрачено.
1969 року Траутон відчув себе виснаженим для ролі Доктора і вирішив залишити серіал. Його наступником став Джон Пертві.
Патрік Траутон протягом свого життя ще тричі повертався до ролі Доктора. Вперше — в епізоді «Три Доктори» (1973), вдруге — в епізоді «П'ять Докторів» (1983), втретє — в епізоді «Два Доктори» (1985).
Актор дуже рідко давав інтерв'ю, коли грав Доктора. Він вважав, що ця роль затаврує його на все життя, і глядачі не сприйматимуть його в інших ролях.

### Після «Доктора Хто»
Після того, як Траутон залишив серіал «Доктор Хто», він ще неодноразово з'являвся на екрані. Отак, 1970 року він зіграв у фільмі Шрами Дракули, 1976 — у фільмі Омен, 1977 року — у фільмі Синдбад та око тигра. А наприкінці життя він знявся у двох серіалах — ситкомі «Двоє з нас» та дитячому науково-фантастичному серіалі «Лицарі Бога».